# Cyrtandra confertiflora
Cyrtandra confertiflora är en tvåhjärtbladig växtart som först beskrevs av Heinrich Wawra, och fick sitt nu gällande namn av Charles Baron Clarke. Cyrtandra confertiflora ingår i släktet Cyrtandra och familjen Gesneriaceae. Utöver nominatformen finns också underarten C. c. confertiflora.